# Edward Burne-Jones
Edward Coley Burne-Jones (Birmingham, 28 de agosto de 1833 - Londres, 17 de junio de 1898) fue un artista y diseñador inglés asociado con la Hermandad Prerrafaelita, y principal responsable de atraer a los prerrafaelitas a la corriente principal del arte británico y, al tiempo, produciendo algunas de las más exquisitas y bellas obras de arte de la época.

## Biografía
Burne-Jones era hijo de un dorador tallista de Bennetts Hill, donde una placa azul conmemora su nacimiento. Su madre murió a los seis días de su nacimiento, y fue criado por su padre y un ama de llaves poco amable. 
Acudió a la Escuela del Rey Eduardo, en Birmingham, y luego estudió teología en el Exeter College de la Universidad de Oxford. Allí se hizo amigo del poeta William Morris como consecuencia del mutuo interés en la poesía, y recibió la influencia de John Ruskin. Por este tiempo descubrió la obra de Thomas Malory Le Morte d'Arthur que tanto iba a influirle en su vida.
En 1855 entró en el taller de Rossetti, pero desarrolló su propio estilo influido por sus viajes a Italia con Ruskin y otros. Pretendía ser eclesiástico, pero por influencia de Morris se hizo artista y diseñador. Después de Oxford, donde no obtuvo título alguno, se involucró mucho en el renacimiento del arte de la vidriera en Inglaterra. 
En 1856 Burne-Jones se prometió con Georgiana MacDonald (1840-1920). Estaba estudiando para ser pintora, y era hermana de uno de los antiguos amigos de colegio de Burne-Jones. La pareja se casó en 1860, y después ella se dedicó al grabado en madera y se hizo amiga íntima de George Eliot. Otra hermana MacDonald se casó con el artista Edward Poynter, una tercera con Alfred Baldwin y fue madre del primer ministro Stanley Baldwin y hay una última hermana que fue la madre de Rudyard Kipling. Kipling y Baldwin eran, por lo tanto, sobrinos de Burne-Jones.
En 1859 viajó a Italia. Estuvo en Milán y Venecia con el pintor inglés John Ruskin.
En 1867 Burne-Jones y su esposa se establecieron en Fulham, Londres. William Morris más tarde se enamoró de Georgiana, pero ella lo rechazó. Durante la década de los setenta del siglo XIX, Burne-Jones no celebró exposiciones, debido a que había recibido amargos ataques por la prensa, y que por su relación amorosa con la modelo de origen griego Maria Zambaco ella acabó intentando suicidarse en público.

## Obra

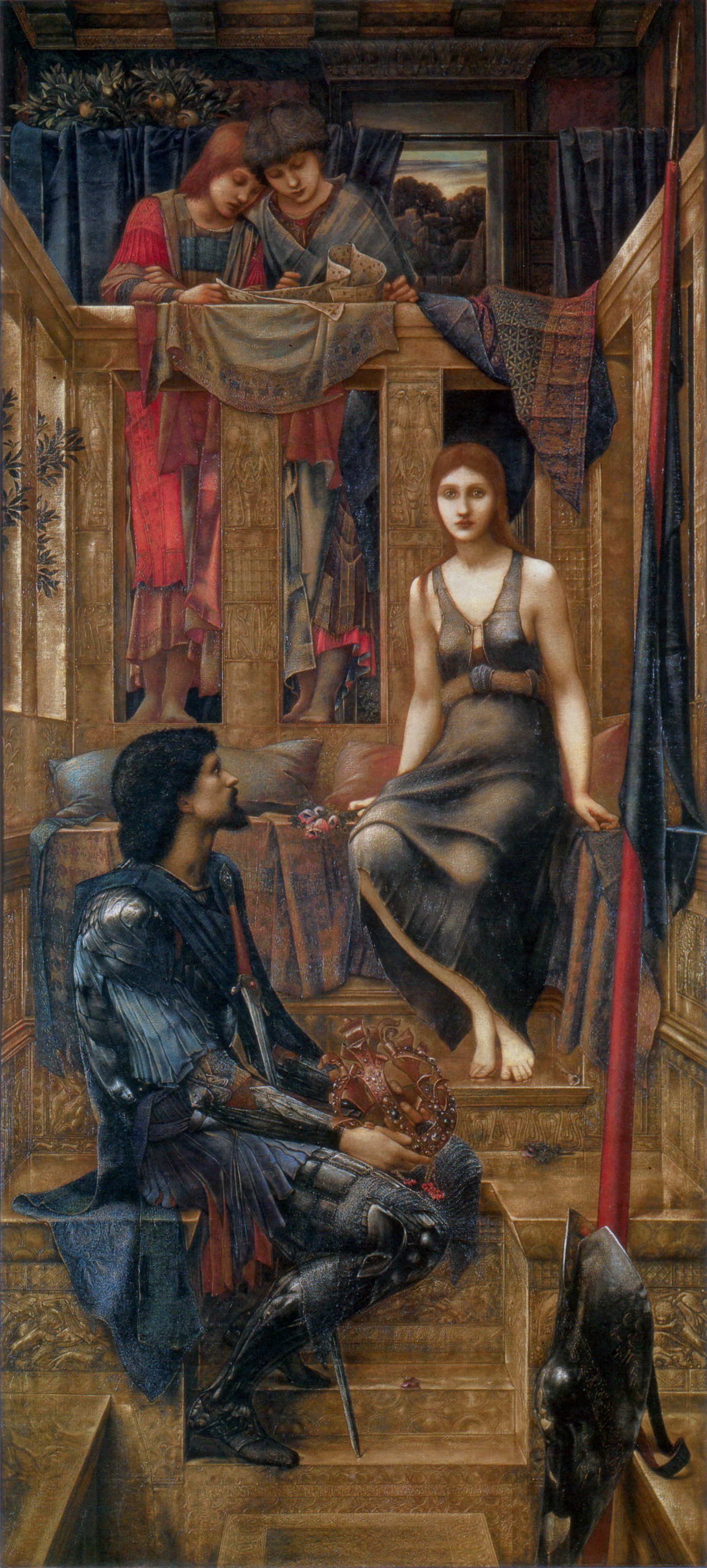
El rey Cophetua y la mendiga (1884).

En 1877, le convencieron para que mostrara ocho óleos en la Galería Grosvenor Gallery (nuevo rival de la Royal Academy). Incluían El hechizo de Merlín. Era el tiempo oportuno, y fue tomado como heraldo y estrella del nuevo "Movimiento Estético". 
Le influyó el arte italiano, como puede verse en El espejo de Venus o La escalera de oro. Burne-Jones se inspira en temas mitológicos, como puede verse en su ciclo sobre el mito de Perseo al temple (1875) o en Atlas transformado en piedra. Igualmente, acoge temas alegóricos y leyendas históricas. Así, El rey Cophetua y la hija del mendigo (1884) se basa en texto de Alfred Tennyson y triunfó en la Exposición Universal de París de 1889.
Además de pintar, investigó las posibilidades de la artesanía, que incluían el diseño para decoraciones interiores, de azulejos de cerámica, joyería, tapices, alfombras, papel pintado, muebles, ilustración de libros (el Chaucer de Kelmscott Press en 1896), y vestimentas teatrales. Destacó en la elaboración de vidrieras sobre temas clásicos, como las realizadas para el Colegio de San Andrés de Bradfield. Posteriormente, realizó más vidrieras en colaboración con William Morris.

## Distinciones e influencia
En 1881 recibió un diploma honorario en Oxford. En 1890 es elegido miembro de la Royal Academy. En 1894 fue nombrado caballero. Devastado por la muerte de su amigo William Morris, en 1896, su salud declinó rápidamente hasta morir el 17 de junio de 1898. Seis días después, por intervención del Príncipe de Gales, se celebró un servicio en su memoria en la Abadía de Westminster. Era la primera vez que un artista recibía tal honor. Burne-Jones fue enterrado en el cementerio de Rottingdean, cerca de Brighton, lugar que conocía por ser el de las vacaciones de verano familiares. Quedó pasado de moda luego, debido al Arte moderno y el Expresionismo abstracto, y no fue hasta mediados de la década de los setenta que su obra comenzó a ser revalorizada y aclamada de nuevo.

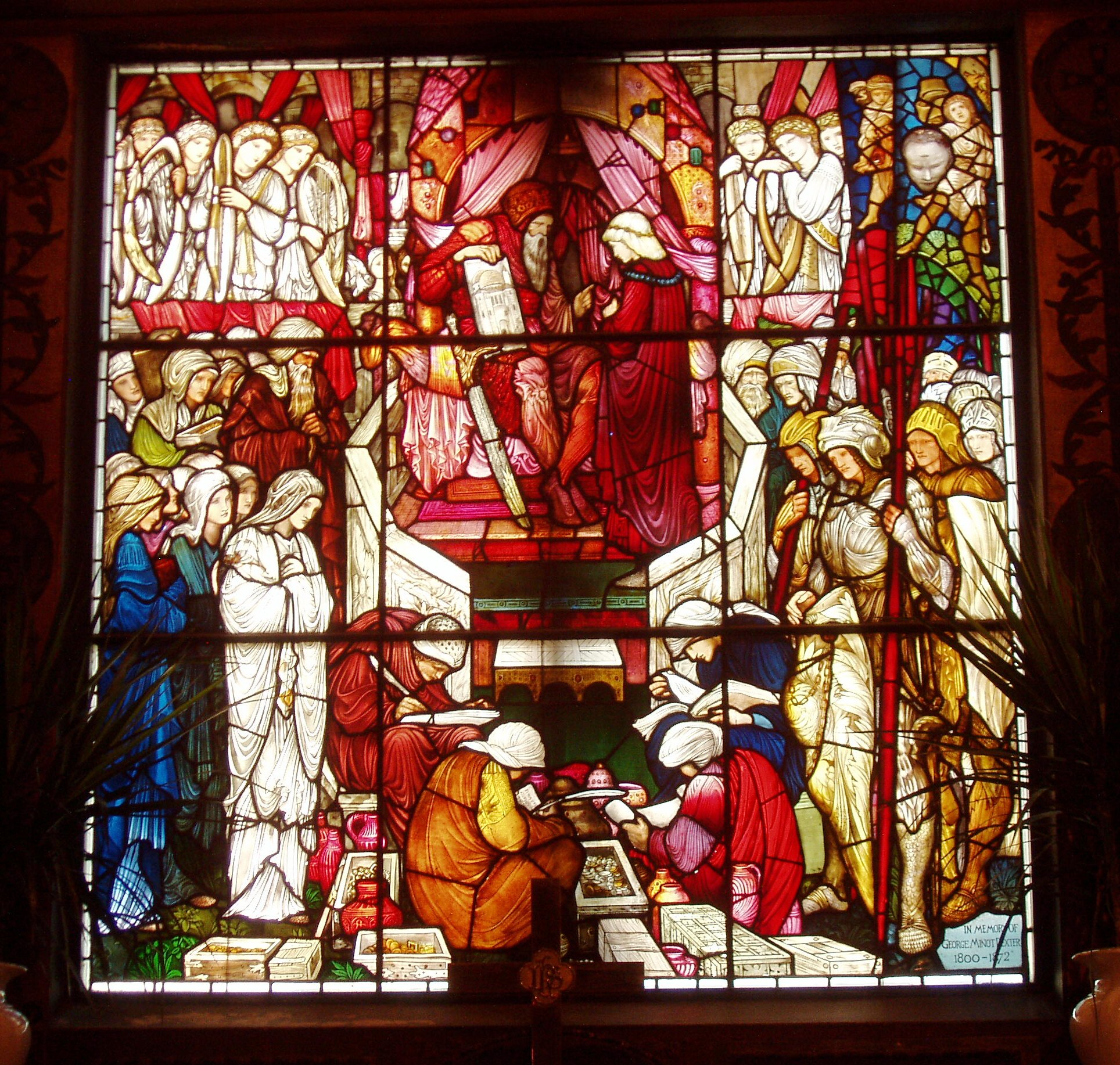
El encargo de David a Salomón (1882), una vidriera de Edward Burne-Jones y William Morris. Iglesia de la Trinidad, Boston, Massachusetts.

Burne-Jones ejerció una considerable influencia en la pintura británica, como pudo verse en una amplia exhibición celebrada en 1989 en la Galería de Arte Barbican de Londres. Se editó un libro de ella: John Christian, The Last Romantics, (1989). Burne-Jones fue muy influyente también entre los pintores simbolistas franceses, desde 1889. De hecho, suele considerársele como la segunda generación de pintores prerrafaelitas o, directamente, como simbolista. 
Su obra también inspiró la poesía de Swinburne - su obra Poems & Ballads (1886) está dedicada a Burne-Jones.
Su hijo Philip (1861–1926) fue un exitoso retratista. Su hija Margaret (1866-1953) se casó con John William Mackail (1850–1945); amigo y biógrafo de William Morris, y profesor de Poesía en Oxford durante el período 1911–1916. Sobre la mítica amistad de Burne-Jones con Morris, escribiría Mackail; hay un pasaje donde refleja el pesar de su suegro en el entierro del artesano: "Con la familia y amigos, se confundían los obreros de Merton Abbey y Oxford Street, los camaradas de la Socialist League, sus alumnos del Art Worker’s Guild, y los habitantes de Kelmscott, todos con su ropa de trabajo. No hubo pompa ni luto organizado, la ceremonia fue corta y de lo más simple. Entre compañeros y seguidores se encontraban los pocos sobrevivientes del destacado compañerismo de la Hermandad de Oxford, así como de la firma de Red Lion Square; y, junto a la tumba, Edward Burne-Jones, el primero y más cercano de sus amigos, veía como enterraban gran parte de su vida”.
El ayudante de estudio de Burne-Jones, Charles Fairfax Murray, desarrolló una carrera propia como pintor, con bastante éxito. Más tarde se hizo coleccionista y marchante de arte. Entre 1903 y 1907 vendió muchas obras de Burne-Jones y los prerrafaelitas al Museo y Galería de Arte de Birmingham, a precio inferior a su valor de mercado. El Museo y Galería de Arte de Birmingham tiene ahora la mayor colección de obras de Burne-Jones en el mundo, incluyendo la enorme acuarela La estrella de Belén, encargada por la Galería en 1897. Las pinturas tuvieron una fuerte influencia en el joven J. R. R. Tolkien, que por entonces crecía en Birmingham.
Burne-Jones influyó en los artistas conocidos como "Grupo de Birmingham", desde los años noventa del siglo XIX en adelante.

Otras obras destacadas de Edward Burne-Jones
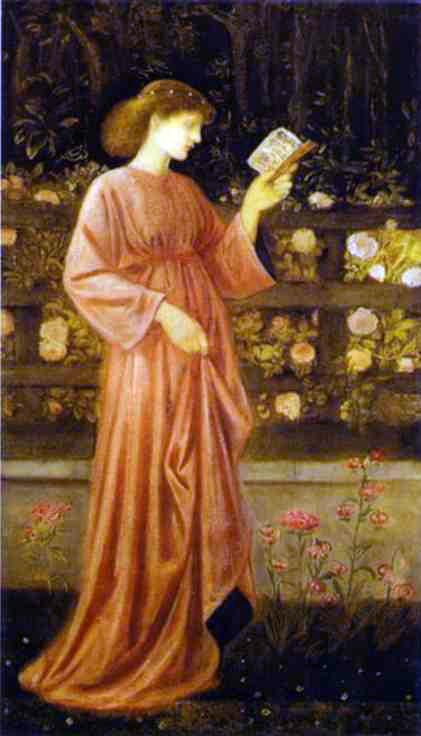
1865 - La princesa Sabra.
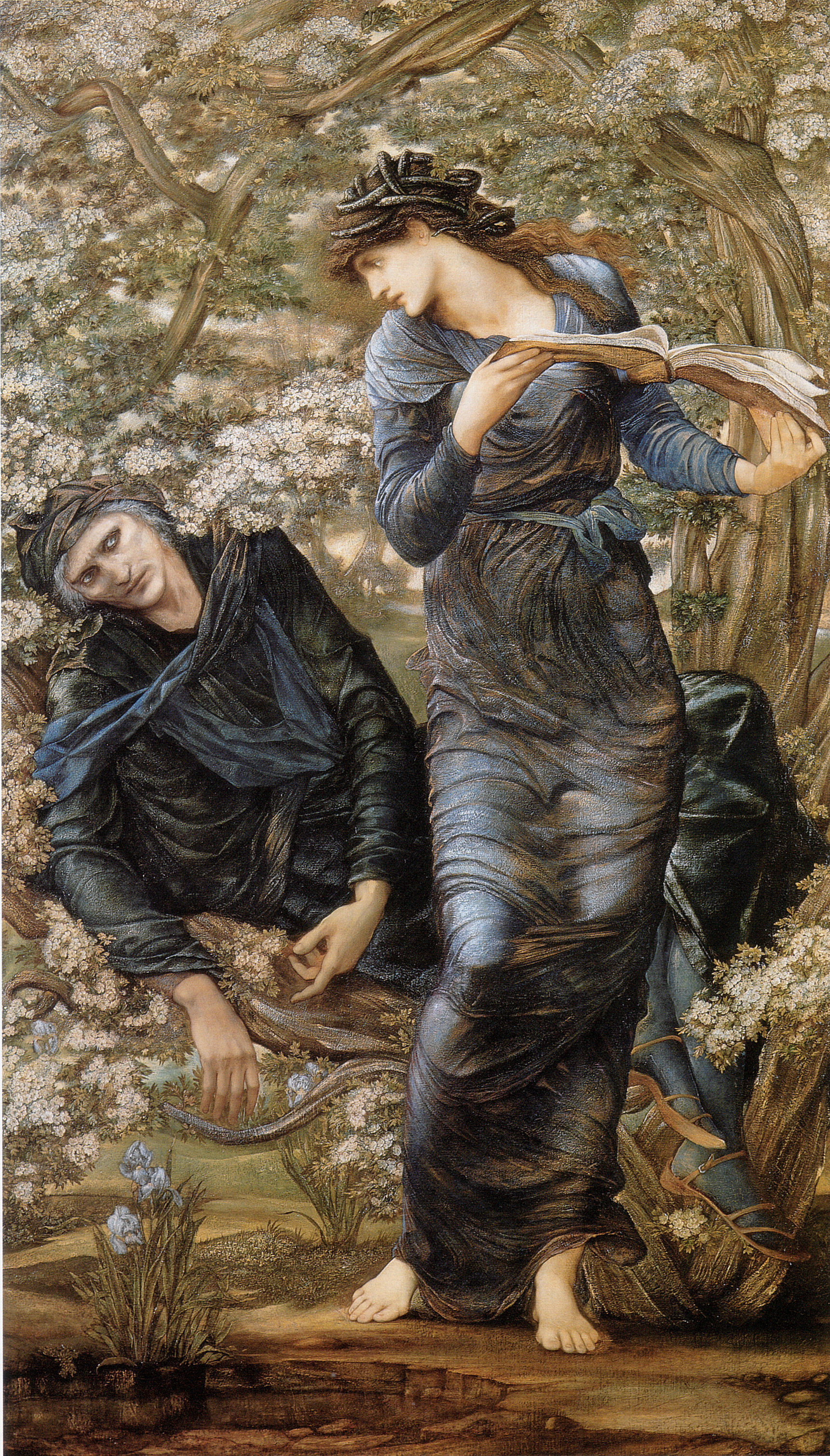
1874 - La seducción de Merlín.
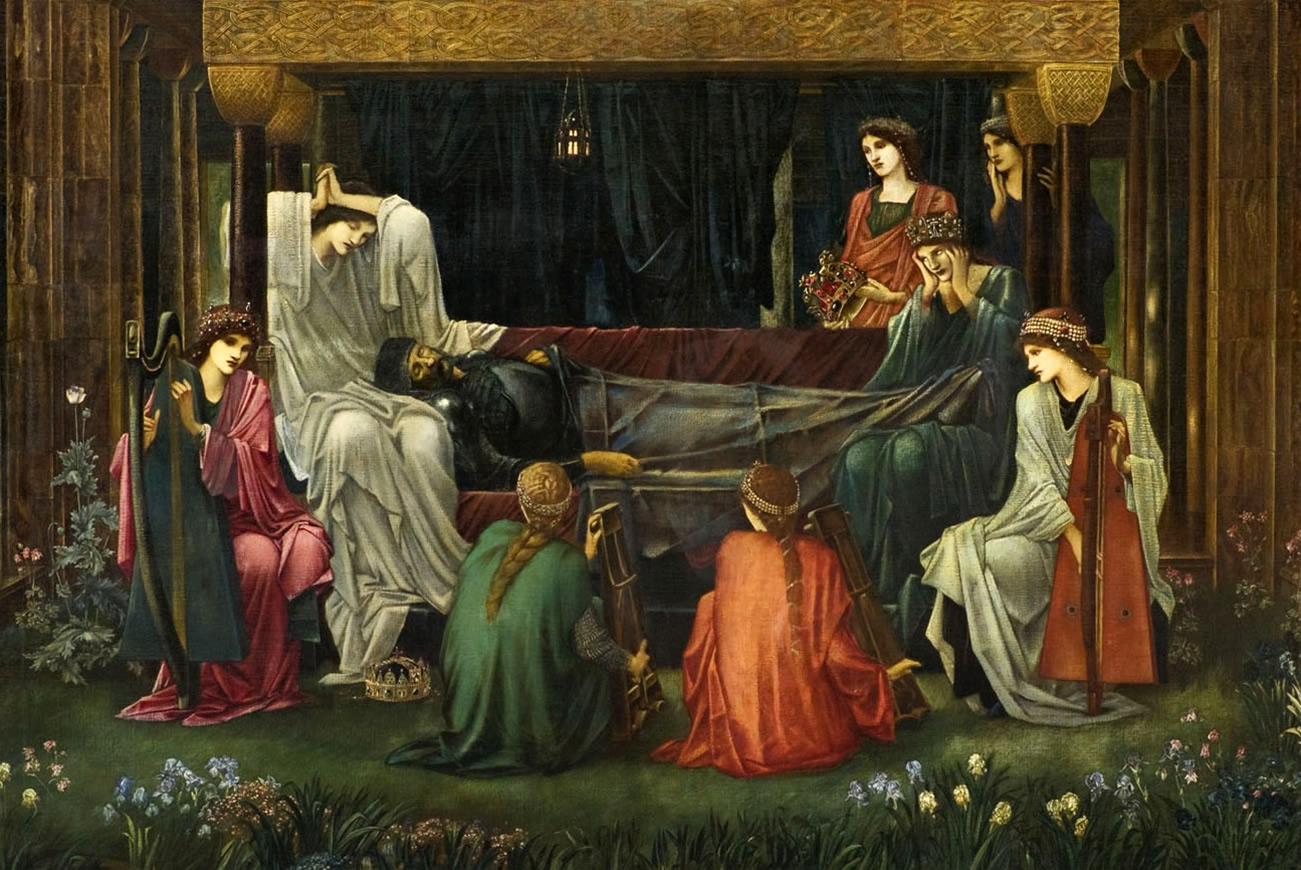
1881 - El último sueño del rey Arturo en Ávalon.
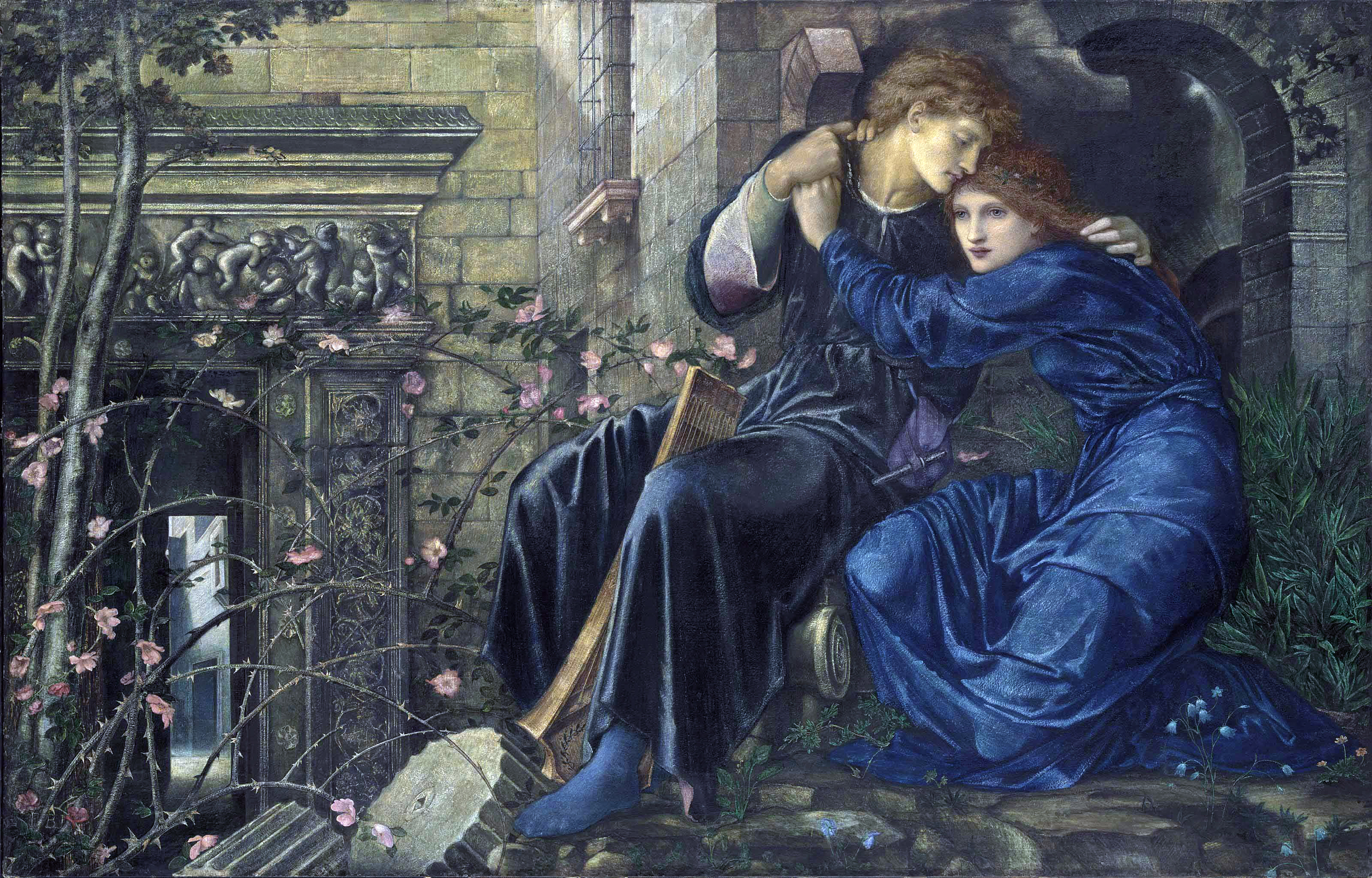
1894 - Amor entre las ruinas.